# Psihološka statistika
Psihološka statistika označuje aplikacije statistike v psihologiji. Uporablja se kot orodje pri proučevanju psiholoških pojavov (npr.: stališča, vrednote, osebnostne lastnosti, inteligentnost, ustvarjalnost, čustvene dimenzije, itd.)
Za proučevanje psihologi uporabljajo psihološke teste. Primerna uporaba psiholoških testov zagotavlja čim boljšo objektivnost, zanesljivost in veljavnost dobljenih rezultatov.
Najpogosteje uporabljane statistične metode v psihološki statistiki:
- opisna statistika (frekvence, odstotki, povprečja, variance,...),
- inferenčna statistika (korelacije, analize variance, metode regresije, faktorske, klastrske, diskriminantne, kanonične analize,...).

Psihološki statistiki sorodna veja je družboslovna statistika.